# Vanžil'
Il Vanžil' (in russo Ванжиль?; in lingua selcupa: Ва́нҗыль кыге́) è un fiume della Russia siberiana occidentale, affluente di destra del Tym. Scorre nell'Enisejskij rajon del Territorio di Krasnojarsk e nel Kargasokskij rajon dell'Oblast' di Tomsk.
Il fiume ha origine nella parte sud-orientale del Bassopiano della Siberia occidentale e scorre con direzione mediamente meridionale attraverso una zona paludosa; sfocia nel Tym nel suo medio corso, a 562 km dalla foce. Il fiume ha una lunghezza di 143 km e il suo bacino è di 2 180 km². A ovest del fiume si trova la palude Vanžil'skoe.